# Blast (personatge bíblic)
Blast fou el camarlenc d'Herodes I Agripa ［Ac 12:20］, i un mediador per a sidonis i tiris Blast va estar involucrat en els esdeveniments que van portar a la mort d'Herodes.

## Narració bíblica
Segons Ac 12:20, Herodes estava disgustat amb la gent de Sidó i Tir i va prohibir l'exportació d'aliments per a ells. En ser dependents de les exportacions d'aliments, els sidonis i tiris va fer de Blast "el seu amic" (possiblement a través de suborns). Blast va ajudar a obtenir una audiència amb Herodes. Ac 12:23 declara que Herodes va ser ferit de mort per Déu quan el poble de Sidó i Tir li van oferir adoració.

## Altres relats de l'època
La història de la mort d'Herodes és un fet corroborat per l'historiador contemporani Flavi Josep. No obstant això Flavi Josep no esmenta la participació de Blast.

## En la cultura popular
Miles Franklin va escriure una novel·la titulada "Old Blastus of Bandicoot" (1931), sobre un vell i tossut granger australià d'ovelles merines.